# 蒂萨圣伊姆赖
蒂萨圣伊姆赖（匈牙利語：Tiszaszentimre）是匈牙利亚斯-瑙吉孔-索尔诺克州所辖的一个村，总面积65.61平方公里，总人口2141，人口密度32.6人/平方公里（2010年1月1日）。